# Huambisa
Huambisa, Huambiza, Wambiza, Jíbaro, Xívaro, Wampis, Maina, o Shuar-Huampis és una llengua indígena dels wampis del Perú. Els colonitzadors espanyols van generar el nom de Xívaro per primera vegada a finals del segle XVI com una manera de generalitzar en excés diverses ètnies d’estats sociopolítics similars a la regió i referir-se a ells com a salvatges. És una llengua establerta parlada a l'extrem al nord del Perú. És estretament relacionat amb les llengües achuar, shuar i aguaruna, pertanyents a les llengües jívaro. És oficial a l'àrea on és parlada.

## Classificació
Huambisa pertany a la família lingüística jívaro, una petita família lingüística del nord del Perú, específicament a l'Amazones, Cajamarca, Loreto, i San Martin, i la regió d'Orient de l'Equador.

## Distribució geogràfica

### Estatut oficial
La llengua huambisa es parla en gran part entre la província de Condorcanqui de la regió de l'Amazones i la província de Datem del Marañón a la regió de Loreto, precisament al llarg del riu Santiago, en el qual "Santiago mitjà i alt es considera territori dels Wampis." El 2012 hi havia prop de 8.000 parlants de huambisa a tot el món, 5,000 dels quals viuen als marges dels rius Morona i Santiago. Segons un estudi de 2015 és present a la majoria de contextos i dominis de comunicació, algunes coses s'estenen a mitjans de comunicació en què el castellà és dominant. L'any 2010 es va declarar oficial al Departament de l'Amazones juntament amb l'aguaruna i el quítxua de Chachapoyas. Un nou alfabet per a la llengua fou aprovat el 2012, i permetrà la integració de la llengua indígena al món modern.

### Dialectes/Varietats
A causa de la relació que tenen entre les llengües de la família jívaro, sovint es creu que formen un continu dialectal en el qual la llengua achuar i la llengua shiwiar es relacionen prou estretament per classificar-se sota un terme general d'Achuar-Shiwiar, mentre que els parlants de huambisa són capaços de reconèixer clarament les diferències en el dialecte. Per tant, els parlants de huambisa la consideren una llengua diferent. Alguns possibles subgrups de la llengua huambisa inclouen varietats com la de l'alt Santiago, Santiago mitjà, Katirpisa i Morona. David Beasley i Kenneth L. Pike (1957) afirmen que de vegades amb variació lingüística hi ha una lleugera aspiració i que els al·lòfons son expressats seguint consonants nasals. Els seus estudis són específics del dialecte wachiycu. En una dissertació més recent escrita per Jaime Germán Peña, que va fer investigacions de camp en comunitats de Kanus al llarg del riu Santiago estudiant el dialecte regional de Santiago, s'oposa a l'aparició de qualsevol fusió de veu en aquesta regió dialectal.

## Fonologia
El huambisa és fonèticament relacionat amb l'aguaruna. La llengua huambisa ha estat estudiada com a tema del simbolisme sonor, que connecta les paraules a través de la seva forma fonològica cap a significats semàntics. Es troba en la correspondència lingüística huambisa entre connotacions de sons relatius a les paraules que descriuen dins de fonemes, és a dir, els sons de la llengua no només són significatius literalment, sinó també simbòlicament. Gran part del que es coneix de la fonètica huambisana és específica del dialecte wachiycu parlat al llarg del riu Wachiyacu i el dialecte de la regió del riu Santiago.

### Consonants
El huambisa té 14 consonants, la majoria de les quals són sordes. a llengua només té una sèrie d'oclusives i africades, que consta de 4 oclusives, /p/, /ṯ/, /k/, /ʔ/, i 2 africades, /t͡s/ i /t͡ʃ/, de lrs quals els principals al·lòfons són sordes i sense aspiració. De fet, l'articulació, a diferència de si els fonemes són sonors o sords, és el principal mitjà per distingir entre consonants fonològiques. Hi ha 3 fricatives, /s/, /ʃ/, /h/, 3 nasals, /m/, /n/, /ɲ/, un fonema ròtic que alterna entre la bategant [r] i una aproximant, [ɺ], en què la variació és totalment individual però la bategant és més comuna, i una aproximant semivocal /j/ que té un ús molt limitat en la llengua excepte com a part del sufix de tercera persona en temps passat, -ji. El treball més recent publicat sobre huambisa considera que les altres dues semivocals són al·lòfones, [w] és la realització al·lofònica posicional de /u/, i /ɰ/ és la de /ɨ/. La següent tabla dona els sons consonàntics coneguts del huambisa, amb pronunciació segons transcripció IPA transcription.
|            | Bilabial | Alveolar | Palatal | Velar | Glotal |
| ---------- | -------- | -------- | ------- | ----- | ------ |
| Oclusiva   | p        | t̠        |         | k     | ʔ      |
| Africada   |          | t͡s       | t͡ʃ      |       |        |
| Fricativa  |          | s        | ʃ       |       | h      |
| Nasal      | m        | n        | ɲ       |       |        |
| Ròtica     |          | r        |         |       |        |
| Aproximant |          |          | j       |       |        |

### Vocals
La llengua huambisa conté 8 vocals: les 4 vocals orals / a, i, ɨ, u /, i les seves contraparts nasals, / ã, ĩ, ɨ̃, ũ /, respectivament. Les vocals huabisa es caracteritzen únicament per "alçada, frontalitat i posterioritat i prosòdia oral / nasal". La taula següent mostra el sistema vocal huambisa de vocals orals i les seves contraparts nasals amb pronunciació en transcripció IPA.
|         | Frontal | Frontal | Central | Central | Posterior | Posterior |
| ------- | ------- | ------- | ------- | ------- | --------- | --------- |
| Tancada | i       | ĩ       | ɨ       | ɨ̃       | u         | ũ         |
| Oberta  |         |         | a       | ã       |           |           |

### Fonotàctica
Les consonants se solen trobar en l’aparició de la síl·laba, a excepció de /r/, /ɲ/ i /ʔ/. Les úniques consonants que han ocupat mai la coda són les nasals /n/ i /m/.

## Gramàtica

### Morfologia
Hi ha una marcada diferència de significació entre les paraules fins i tot amb la mínima variació morfològica, i aquestes paraules específiques s'aparellen amb contextos específics.

### Sintaxi
El llenguatge conté un conjunt complet de regles gramaticals, que inclouen tres formes de verbs poc clares caracteritzades per sufixos diferents que s'afegeixen als verbs arrel com una forma de conjugacions. El sufix -tasa  s'afegeix intencionadament a una paraula arrel per formar un verb, mentre que els suficients -mu  i -t  indiquen que el verb ésnominalitzat o adjectificat. Aquest darrer sufix, -t, no es sol trobar en intercanvis informals. La raó perquè alguns estudiosos consideren les formes verbals com poc clares, és a causa de la inconsistència entre les relacions arrel i sufix. En alguns casos, un sol verb arrel pot tenir diversos significats diferents quan s'afegeixen al final les tres formes diferents de suficients. Per exemple: takastasa (treballar), takamu (acabar) i  takat  (cultiu/conreat). En altres casos, una paraula arrel, independentment del sufix, manté un significat diferent i, en canvi, segueix el patró descrit que és similar a la conjugació. Per exemple, atsaktsa, atsakamu, atsakat són formes verbals i nominals/adjectives, respectivament, de la paraula arrel "afiliat". La llengua huambisa també conté dues formes de substantius que tampoc no estan obligats a regles sintàctiques estrictes. L'únic patró de sufix clarament reconegut per als noms és el sufix -n  que representa la nominalització o el cas acusatiu d'un substantiu. Tanmateix, fins i tot amb la nominalització i en el cas acusatiu, hi ha prou irregulars que no siguin -n .

## Vocabulari
La llengua huambisa té un ampli vocabulari que s'ha documentat extensament al segle passat. Es diu que el lèxic huambisa també és similar al de la llengua aguaruna. L'amplitud del vocabulari huambisa es pot atribuir principalment a l'especificació del context dels parlants en la seva elecció de paraules. Per exemple, el verb anglès "to open" s'aplica a una àmplia gamma d'objectes sobre els quals pot actuar, mentre que el lèxic huambisa conté almenys 5 paraules diferents que signifiquen "obrir", totes elles tenen almenys 3 conjugatius formes. La paraula utilitzada depèn de trets contextuals molt específics. Uritsa/uraimu/urat es refereix a l'obertura d'objectes com una bossa, un llibre, una porta, etc Ijakratsa/ijakeamu/jakat and nakaktasa/nakamu/nakat es refereixen a fruites d'obertura com cacauets, cacau, sapota, etc.. "Obrir" quan es refereix a obrir els ulls és iimtasa/iimiamu/iimat que s'utilitza per parlar d'obrir la boca és wagkatsa/wagkamu/waat, mentre que per dir "fer obrir la boca" té un conjunt de paraules completament diferent: iwagtasa/iwagmu/iwat.